# Welcome to Sarajevo
Welcome to Sarajevo is een Amerikaans-Britse oorlogsdramafilm uit 1997, geregisseerd door Michael Winterbottom, geschreven door Frank Cottrell Boyce en gebaseerd op het boek Natasha's Story van Michael Nicholson. De hoofdrollen worden vertolkt door Stephen Dillane, Woody Harrelson, Marisa Tomei, Emira Nušević, Kerry Fox, Goran Višnjić, James Nesbitt en Emily Lloyd.

## Verhaal
In 1992 reed de Britse verslaggever Michael Henderson naar het belegerde Sarajevo. Hij en de Amerikaan Jimmy Flynn zoeken daar onder het alomtegenwoordige vuur van sluipschutters en mortieren verhalen die hun werkgevers zouden kunnen interesseren. Je leert het leven van de inwoners van de gebombardeerde stad kennen en doet verslag vanuit de frontlinie. Henderson doet verslag van een weeshuis waar zo'n tweehonderd kinderen in erbarmelijke omstandigheden leven. Hij en ontwikkelingswerker Nina proberen de kinderen de stad uit te krijgen. De reis wordt gestopt door de Serviërs, die de meeste kinderen bij hun verzorgers weghalen.
Henderson neemt meisje Emira illegaal het land uit om te adopteren. Onderweg vertelt zijn vrouw hem aan de telefoon dat ze akkoord moet gaan. Een jaar later duikt Emira's biologische moeder op in Bosnië en Herzegovina, zo verneemt hij via de telefoon in Londen. Hij gaat terug naar Sarajevo; de situatie daar is onveranderd. Een lokale vriend wordt in zijn eigen huis door een open raam in het achterhoofd geschoten.
Met gemengde gevoelens ontmoet Henderson Emira's moeder, met wie hij via een tolk moet communiceren. Ze is tevreden met het zien van videobeelden van haar gelukkige dochter in Engeland en heeft Emira, die al vloeiend Engels spreekt, even aan de telefoon. Ze kent haar dochter nauwelijks, ze heeft haar de afgelopen acht jaar maar twee keer gezien en kan onmogelijk een goede moeder voor haar zijn. Ze ondertekent de documenten die Henderson nodig heeft. Op een rustigere avond hebben hij en zijn collega's nog de mogelijkheid om een vredesconcert bij te wonen van Vedran Smajlović in de onrustige stad.

## Rolverdeling
| Acteur          | Personage         |
| --------------- | ----------------- |
| Stephen Dillane | Michael Henderson |
| Woody Harrelson | Jimmy Flynn       |
| Marisa Tomei    | Nina              |
| Emira Nušević   | Emira             |
| Kerry Fox       | Jane Carson       |
| Goran Višnjić   | Risto Bavić       |
| James Nesbitt   | Gregg             |
| Emily Lloyd     | Annie McGee       |

## Release
De film ging in première op 9 mei 1997 op het Filmfestival van Cannes en verscheen op 12 september 1997 op het Internationaal filmfestival van Toronto. Welcome to Sarajevo werd op 21 november 1997 in het Verenigd Koninkrijk uitgebracht door FilmFour en in de Verenigde Staten op 26 november 1997 door Miramax.

## Ontvangst
De film ontving over het algemeen gunstige recensies van critici. Op Rotten Tomatoes heeft Welcome to Sarajevo een waarde van 78% en een gemiddelde score van 6,80/10, gebaseerd op 36 recensies. Op Metacritic heeft de film een gemiddelde score van 72/100, gebaseerd op 24 recensies.

## Prijzen en nominaties
| Jaar | Prijs                                                 | Categorie                                  | Genomineerde(n)                            | Uitslag     |
| ---- | ----------------------------------------------------- | ------------------------------------------ | ------------------------------------------ | ----------- |
| 1997 | Filmfestival van Cannes (Gouden Palm)                 | Beste film                                 | Michael Winterbottom                       | Genomineerd |
| 1997 | Internationaal filmfestival van Chicago (Gouden Hugo) | Beste film                                 | Michael Winterbottom                       | Genomineerd |
| 1997 | National Board of Review (Speciale erkenning)         | Voor uitmuntendheid in het maken van films | Voor uitmuntendheid in het maken van films | Gewonnen    |